# Columbia 200 1964
Columbia 200 1964 var ett stockcarlopp ingående i Nascar Grand National Series (nuvarande Nascar Cup Series) som kördes 16 april 1964 på den 0,5 mile (804,672 m) långa ovalbanan Columbia Speedway i Cayce, en förort till Columbia i South Carolina. Totalt avverkades 100 miles (160,934 km) fördelat på 200 varv. Banunderlaget var dirt. Loppet vanns av Ned Jarrett i en Ford på tiden 1:33.09 körande för Bondy Long. Jarretts snitthastighet uppgick till 64,412 mph. Han var vid målgång ensam förare på ledarvarvet, ett varv före tvåan Marvin Panch. Prispotten uppgick till 4 990 dollar, varav 1 150 dollar gick till segraren.

## Resultat
| Plc     | Nr | Förare           | Team/ bilägare        | Konstruktör | Start | Varv | Ledda varv |
| ------- | -- | ---------------- | --------------------- | ----------- | ----- | ---- | ---------- |
| 1       | 11 | Ned Jarrett      | Bondy Long            | Ford        | 2     | 200  | 64         |
| 2       | 21 | Marvin Panch     | Wood Brothers Racing  | Ford        | 6     | 199  | 0          |
| 3       | 45 | LeeRoy Yarbrough | Louis Weathersbee     | Plymouth    | 5     | 198  | 25         |
| 4       | 1  | Billy Wade       | Bud Moore Engineering | Mercury     | 4     | 198  | 62         |
| 5       | 7  | Dick Hutcherson  | Dick Hutcherson       | Ford        | 8     | 198  | 0          |
| 6       | 6  | David Pearson    | Owens Racing          | Dodge       | 1     | 198  | 35         |
| 7       | 75 | Elmo Henderson   | Paul Clayton          | Pontiac     | 14    | 193  | 0          |
| 8       | 54 | Jimmy Pardue     | Burton-Robinson       | Plymouth    | 16    | 190  | 0          |
| 9       | 01 | Curtis Crider    | Curtis Crider         | Mercury     | 17    | 190  | 0          |
| 10      | 23 | Bobby Keck       | E.B. Rich             | Ford        | 12    | 188  | 0          |
| 11      | 31 | Ralph Earnhardt  | Tom Spell             | Ford        | 11    | 188  | 0          |
| 12      | 2  | Ken Rush         | Cliff Stewart Racing  | Pontiac     | 18    | 187  | 0          |
| 13      | 91 | E.J. Trivette    | Jess Potter           | Chevrolet   | 13    | 186  | 0          |
| 14      | 34 | Wendell Scott    | Scott Racing          | Chevrolet   | 15    | 180  | 0          |
| 15      | 43 | Richard Petty    | Petty Enterprises     | Plymouth    | 3     | 129  | 0          |
| 16      | 81 | John Sears       | John Black            | Dodge       | 10    | 95   | 0          |
| 17      | 86 | Neil Castles     | Buck Baker Racing     | Chrysler    | 20    | 48   | 0          |
| 18      | 79 | Larry Frank      | Speedy Spiers         | Ford        | 9     | 35   | 0          |
| 19      | 98 | Tiny Lund        | Graham Shaw           | Ford        | 7     | 32   | 0          |
| 20      | 18 | Stick Elliott    | Toy Bolton            | Pontiac     | 19    | 13   | 0          |
| 21      | 87 | Buddy Baker      | J.C. Parker           | Dodge       | 21    | 1    | 0          |
| 22      | 88 | Jimmy Helms      | Buck Baker Racing     | Chrysler    | 22    | 0    | 0          |
| 23      | 19 | Cale Yarborough  | i.u.                  | Ford        | 23    | -    | 0          |
| Källor: |    |                  |                       |             |       |      |            |